# Emanuel Couto
Emanuel Couto (* 6. August 1973 in Guarda) ist ein ehemaliger portugiesischer Tennisspieler.

## Werdegang
Couto ist neben Nuno Marques, João Cunha e Silva und Bernardo Mota Teil der so genannten „Goldenen Generation“ des portugiesischen Tennis. Den einzigen Turniersieg seiner Karriere erreichte er 1996 beim ATP-Turnier von Porto im Doppel gemeinsam mit Bernardo Mota. Bei Grand-Slam-Turnieren erreichte er 1997 in Wimbledon und Roland Garros jeweils die zweite Runde.
Er nahm an den Olympischen Spielen in Barcelona und Atlanta teil. Beide Male trat er zusammen mit Bernardo Mota in der Doppelkonkurrenz an, schied jedoch jedes Mal ohne Satzgewinn bereits in der Auftaktrunde aus.
Couto bestritt zwischen 1994 und 2003 insgesamt 20 Begegnungen für die portugiesische Davis-Cup-Mannschaft. Dabei ist sowohl seine Einzelbilanz mit 11:10 als auch seine Doppelbilanz mit 13:5 positiv. Mit den 13 Doppelsiegen ist Couto der erfolgreichste Doppelspieler in der Davis-Cup-Historie seines Landes.

## Erfolge
| Legende (Anzahl der Siege)                       |
| Grand Slam                                       |
| Tennis Masters Cup ATP World Tour Finals         |
| ATP Masters Series ATP World Tour Masters 1000   |
| ATP International Series Gold ATP World Tour 500 |
| ATP International Series ATP World Tour 250 (1)  |
| ATP Challenger Series (9)                        |

| ATP-Titel nach Belag |
| Hartplatz (0)        |
| Sand (1)             |
| Rasen (0)            |
| Teppich (0)          |

### Einzel

#### Turniersiege
| Nr. | Datum        | Turnier        | Belag | Finalgegner         | Ergebnis |
| --- | ------------ | -------------- | ----- | ------------------- | -------- |
| 1.  | 5. März 1995 | Punta del Este | Sand  | Marcelo Charpentier | 7:5, 7:6 |

### Doppel

#### Turniersiege

##### ATP Tour
| Nr. | Datum         | Turnier | Belag | Partner       | Finalgegner                 | Ergebnis      |
| --- | ------------- | ------- | ----- | ------------- | --------------------------- | ------------- |
| 1.  | 16. Juni 1996 | Porto   | Sand  | Bernardo Mota | Joshua Eagle Andrew Florent | 4:6, 6:4, 6:4 |

##### Challenger Tour
| Nr. | Datum              | Turnier      | Belag     | Partner            | Finalgegner                     | Ergebnis        |
| --- | ------------------ | ------------ | --------- | ------------------ | ------------------------------- | --------------- |
| 1.  | 28. August 1994    | Pilsen (1)   | Sand      | João Cunha e Silva | Brett Dickinson Glenn Wilson    | 6:4, 6:3        |
| 2.  | 18. September 1994 | Budapest (1) | Sand      | Tamás György       | Jeff Belloli Aleksandar Kitinov | 6:2, 7:5        |
| 3.  | 27. August 1995    | Pilsen (2)   | Sand      | João Cunha e Silva | Pier Gauthier Guillaume Marx    | 6:3, 6:4        |
| 4.  | 17. September 1995 | Budapest (2) | Sand      | Tamás György       | Gábor Köves László Markovits    | 4:6, 7:5, 6:4   |
| 5.  | 22. September 1996 | Porto        | Sand      | Nuno Marques       | Bernardo Mota Jimy Szymanski    | 6:7, 6:3, 7:5   |
| 6.  | 29. November 1997  | Mumbai       | Hartplatz | João Cunha e Silva | Marcus Hilpert David Nainkin    | 1:6, 6:6 aufgg. |
| 7.  | 6. Dezember 1997   | Ahmedabad    | Hartplatz | João Cunha e Silva | Gōichi Motomura Oleg Ogorodov   | 6:4, 3:6, 6:3   |
| 8.  | 18. Juni 2000      | Espinho      | Sand      | Bernardo Mota      | Nuno Marques João Cunha e Silva | 4:6, 7:5, 7:64  |

#### Finalteilnahmen
| Nr. | Datum         | Turnier    | Belag | Partner            | Finalgegner                    | Ergebnis |
| --- | ------------- | ---------- | ----- | ------------------ | ------------------------------ | -------- |
| 1.  | 26. März 1995 | Casablanca | Sand  | João Cunha e Silva | Tomás Carbonell Francisco Roig | 4:6, 1:6 |